# Henry de Monfreid
Pour les articles homonymes, voir Monfreid.

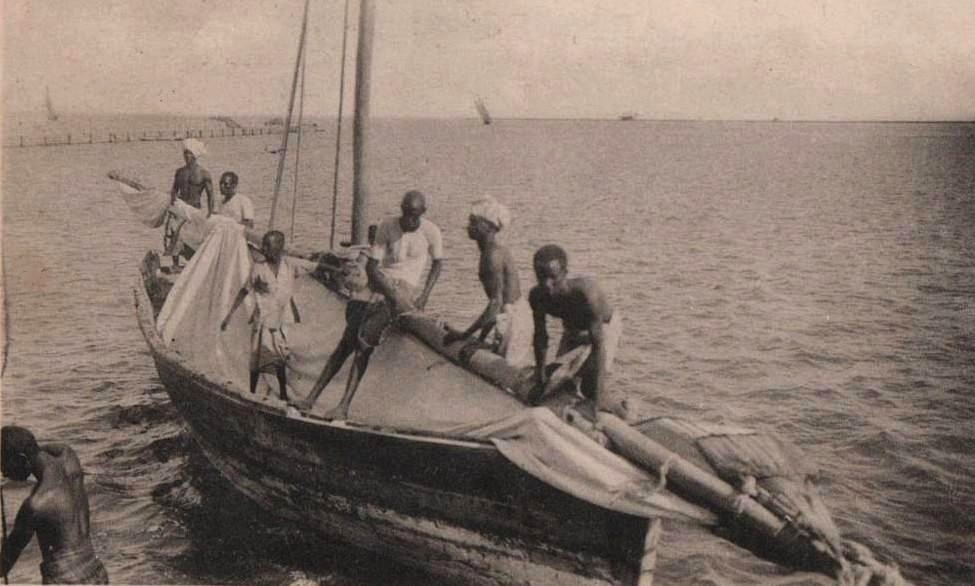
Boutre à l'arrivée. Djibouti, c. 1915.

Henry de Monfreid, né le 14 novembre 1879 à La Franqui, commune de Leucate (Aude), et mort le 13 décembre 1974 à Ingrandes (Indre), est un commerçant et écrivain français. Il a mis en scène sa vie aventureuse, centrée sur la mer Rouge et l'Éthiopie de 1911 à la Seconde Guerre mondiale, dans de nombreux livres, autobiographies et romans, publiés à partir de 1931,.

## Biographie

### Jeunesse
Henry de Monfreid, est le fils de George-Daniel de Monfreid, peintre, graveur et collectionneur d'art, et de Marie-Amélie Bertrand (généralement appelée Amélie).
Sa jeune enfance s'écoule à la petite station balnéaire de La Franqui (Leucate),  où la famille de sa mère exploite un établissement pour vacanciers. Dès cette époque, le jeune Henry développe un goût marqué pour la voile et le large en naviguant avec son père sur les voiliers de ce dernier, d'abord le Follet, puis l'Amélie, un yacht de 22 mètres, notamment lors d'une traversée de Port-Vendres à Alger alors qu'il a cinq ans,. À sept ans, il va rejoindre ses parents à Paris (no 31 rue Saint-Placide) où on l'inscrit à l'École alsacienne. Son père fréquente assidument la bohème, peintres ou écrivains, qu'il reçoit dans son appartement bourgeois. Monfreid va donc côtoyer des peintres comme Matisse, Toulouse-Lautrec et Gauguin. Durant l'été, et jusqu'à la mort de sa mère en 1902, il continuera de passer ses vacances à La Franqui. Cette période de sa vie, entre autres ses démêlés avec la famille de sa mère, constituera un des thèmes importants des dix romans autobiographiques de la série L'envers de l'aventure, qu'il publiera à partir de 1953.

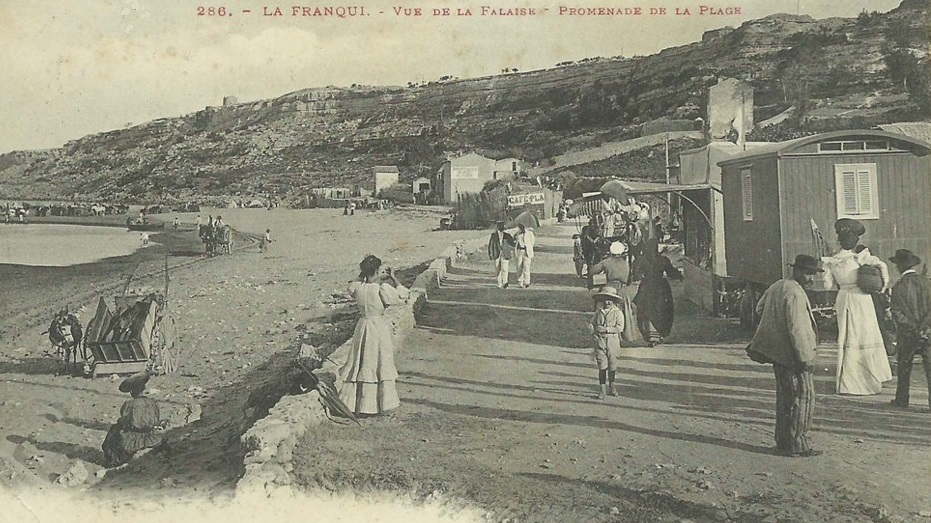
La Franqui. Henry devient le petit maître d'un domaine hôtelier en plein essor.

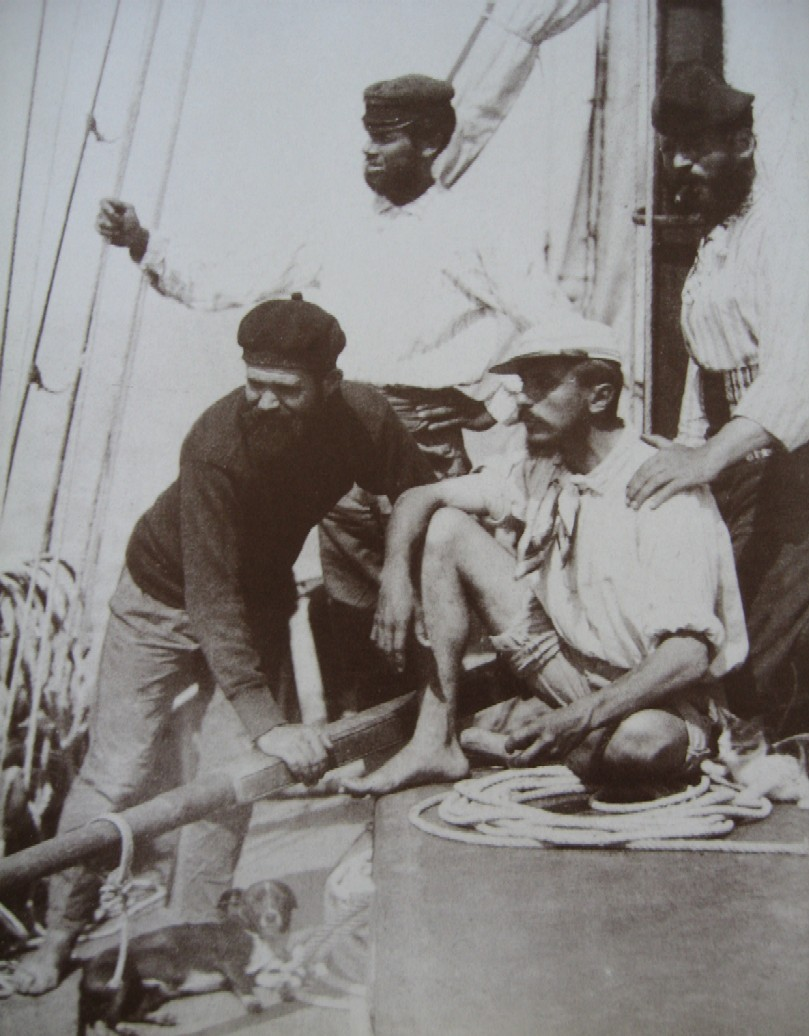
George-Daniel de Monfreid à bord du Follet : « Ma première jeunesse passée à l'ombre du cap de Leucate et, plus tard, la navigation sur le voilier de mon père m'avaient mis au cœur la nostalgie de la mer, au point de me faire sacrifier les situations les plus enviables. »

Il a 13 ans lorsque ses parents se séparent et quittent Paris, le jeune Henry est placé en pension pour qu'il n'ait pas à quitter son école. En 1892, il entre au lycée à Carcassonne où habite alors sa mère. Il passe son premier bac en 1896, retourne à Paris et prépare Centrale au lycée Saint-Louis où il est interne. Il obtient d'assez bonnes notes et décroche même des distinctions, mais il étouffe entre les quatre murs du lycée et se laisse aller à des frasques. Il se fait renvoyer, mais l'examen étant proche, il est réadmis comme externe. Il rate l'examen de peu. Henry de Monfreid ne fera donc pas carrière comme ingénieur des Chemins de fer et devra trouver un autre moyen d'existence. Il lui restera de ses études d'ingénieur un goût et une facilité pour les sciences et les techniques qui lui seront d'une grande utilité en mer Rouge lorsqu'il se mettra à construire des bateaux ou devra réparer en haute mer un moteur en panne.

### À l'âge adulte
En 1900, Henry, qui vit depuis quelques mois avec sa nouvelle compagne Lucie Dauvergne avec qui il aura deux enfants, se voit contraint d'entamer son service militaire. Il cherche en vain à obtenir un sursis et finalement réussit à se faire réformer en simulant une congestion pulmonaire après avoir aspiré de l'hypochlorite de chaux mélangé à de l'acide chlorhydrique.
Monfreid vit pendant plusieurs années de petits boulots. Il décroche un emploi de colporteur au Planteur de Caïffa, où il se tire assez bien d'affaire et monte même en grade, mais son père lui fait quitter ce métier de « tireur de sonnettes » en lui promettant une rente mensuelle. Après une brève carrière comme chauffeur de maître, il se fait engager dans la région de Melun par la société Maggi où il devient rapidement un contrôleur de la qualité du lait. Monfreid rêve toutefois d'être son propre patron : il démissionne et achète une affaire d'élevage de volaille avec l'argent reçu de son oncle dans le cadre du procès en captation d'héritage. Manque de chance, les poulets meurent tous et l'entreprise fait faillite. Maggi le réengage et il réussit à se faire nommer chef de ramassage à Fécamp, pour être près de la mer. Traficoter avec la qualité du lait et du beurre est un fléau à l'époque et Monfreid s'y laisse prendre. Il est en mer sur sa barque lorsque le représentant juridique de son employeur arrive à Fécamp pour le congédier. Monfreid, qui rêve de plus en plus à une carrière maritime, songe à se présenter à l'examen de capitaine au long cours, mais il se laisse convaincre de mettre à profit ses connaissances de l'industrie laitière et il achète une petite laiterie près de Melun. Manque de chance encore une fois : Melun est très touchée par les débordements de la Seine en 1910 et la laiterie, isolée pendant des semaines, perd ses clients. Au même moment, il est gravement atteint de la fièvre de Malte qui manque de l'emporter et qui le cloue au lit pendant des mois. La laiterie est vendue à perte. Ses rapports avec Lucie se sont dégradés avec le temps et c'est au cours de sa convalescence chez son père qu'il décide de mettre fin à leur relation de dix ans. C'est aussi durant sa convalescence qu'il fait la connaissance d'Armgart Freudenfeld, une Allemande née le 27 mars 1887 à Metz, à qui George-Daniel donne des cours de peinture, et qui épousera en 1913 Henry avec qui elle aura trois enfants, Gisèle (1914-1999), Amélie (1921-2008) et Daniel (1922-1976).

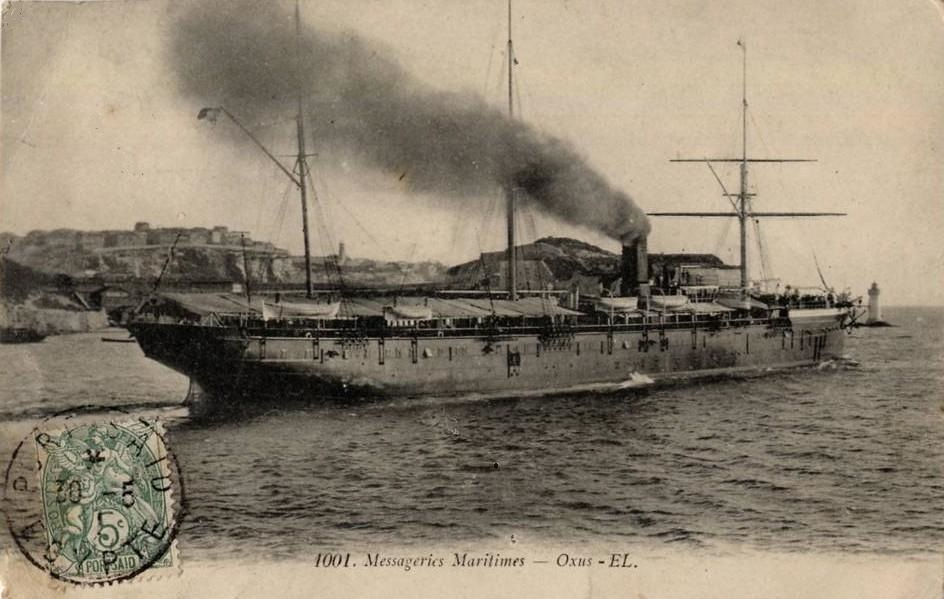
Je revois encore la silhouette de l'Oxus....

Monfreid, qui termine sa convalescence, cherche une piste pour partir et mettre la plus grande distance possible entre son passé, notamment Lucie, et lui. Justement, un ami connaît un négociant en Éthiopie, Gabriel Guigniony. Quelques jours plus tard, Monfreid apprend qu’il est engagé à l’essai comme agent de factorerie au salaire de 150 francs par mois. Cet emploi est loin d’être le pactole, d’autant que Monfreid doit payer lui-même son voyage jusqu’à Djibouti et qu’il n’a aucune garantie d’emploi. Mais cela n'a aucune importance : il veut partir. À la mi-août 1911, il embarque à Marseille à bord du vapeur l’Oxus comme passager de troisième classe à destination de Djibouti.

### Dans la Corne de l'Afrique
Son premier contact avec la Corne de l’Afrique est loin d’être encourageant. À Djibouti, l’agent de la maison Guigniony l’accueille avec une mauvaise grâce non dissimulée, voyant en lui encore un de ces ratés auxquels le patron n’a pas su dire leur fait. Le lendemain, Monfreid prend le train pour Dire Dawa, au Harar, province à majorité musulmane conquise par l’empereur Menelik vingt-cinq ans plus tôt. Cette ville-champignon, surgie lors de la construction du premier tronçon de la ligne d'Addis-Abeba à Djibouti du Chemin de fer franco-éthiopien, est alors en pleine effervescence. Terminus provisoire de la ligne depuis 1902, elle connaît à cette époque un boum résultant de la reprise de la construction ferroviaire et de l’activité des maisons de commerce européennes spécialisées principalement dans l’importation de café et de peaux.

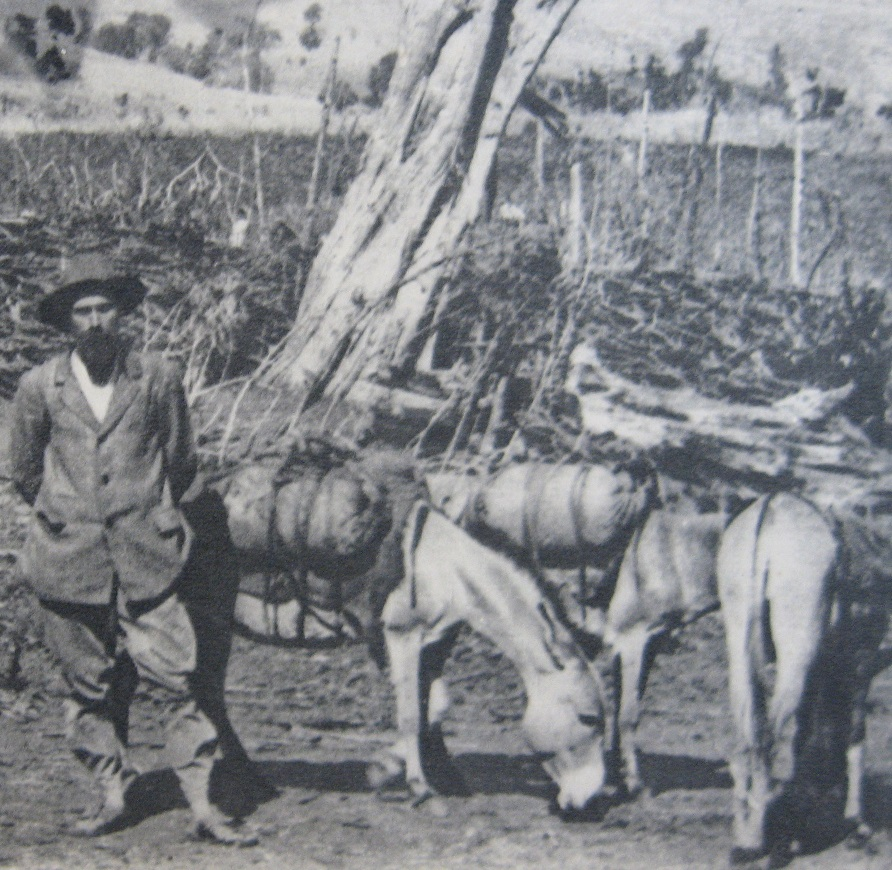
Monfreid en tournée dans le Tchertcher (1911-1912).

Dans ses premiers ouvrages, axés sur ses aventures en mer et qui établissent sa réputation d’« aventurier de la Mer rouge », Monfreid parle peu de cette parenthèse de deux ans passée en Éthiopie, et c’est grâce à la publication après sa mort des nombreuses lettres qu’il adresse à son père et à Armgart, qu'il épousera en 1913, qu’on connaît mieux cette période de sa vie. Une semaine après son arrivée, il se demande déjà s’il ne perd pas son temps dans ce pays perdu : « J’attends toujours la réponse de Guigniony pour me donner quelques précisions sur la situation qu’il compte me confier », écrit-il. Finalement, c’est dans le rôle de vendeur-acheteur itinérant au salaire mensuel de deux cent cinquante francs plus le logement qu’il amorce son aventure africaine. Fin octobre 1911, il quitte Dire Dawa pour une première tournée dans les montagnes du Tchertcher des agences de Guigniony − de simples campements rudimentaires − pour y acheter café, peaux, cuirs, cire, civette et ivoire. « Le travail est très actif, les indigènes apportent du café à dos de bourricots, il y a discussions et marchandages, exactement comme chez nos paysans. J'ai pu acheter en un après-midi, 2 500 kg de café ».
Puis, attiré par la mer, il s'installe à Djibouti fin 1913 où il achète un boutre, baptisé le Fath-el-Rahman, et avec lequel il amorce la vie aventureuse qui fera l'objet de son premier récit autobiographique : Les Secrets de la mer Rouge. Plus tard, installé à Obock, il construit ses navires de ses propres moyens, dont le plus célèbre, l'Altaïr, goélette de 25 mètres avec seulement 2 mètres de tirant d'eau et gréé de voiles auriques, lui permettra de fréquenter les rives de la mer Rouge cernée de bancs de récifs. Sa connaissance des mouillages et des ports en fait une source de renseignements utile à la France pendant la Première Guerre mondiale.

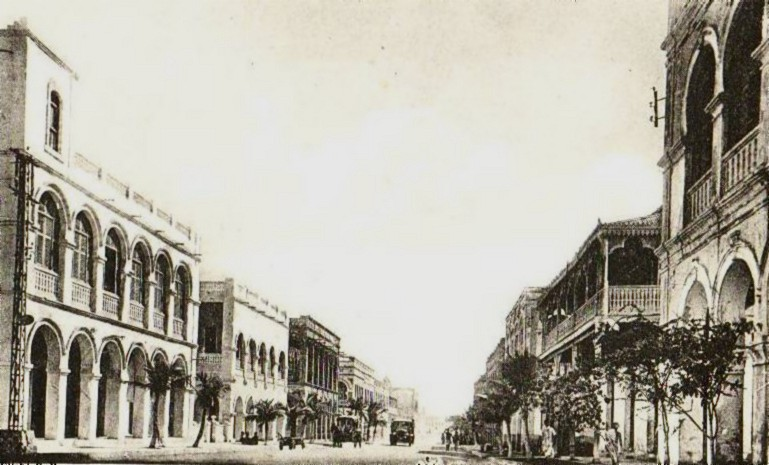
Le Djibouti colonial de Monfreid.

Il entame ensuite une vie de contrebandier, se convertit à l'islam en 1914, religion de son équipage, se fait circoncire, et prend le nom d'Abd-el-Haï (esclave du vivant). Selon Guillaume de Monfreid, sa « conversion était une conversion de circonstance ». Il continue : « Je ne crois pas qu'il fût plus attaché à un rite qu'à un autre, parce que de toute façon, ce n'était pas un homme pour qui le spirituel avait beaucoup d'importance. Il était trop noyé dans l'action. Et puis, ayant découvert la vraie liberté, il ne veut plus de carcan ». D'ailleurs, Henry de Monfreid a été enterré selon le rite catholique.
Lors de l'entretien donné à Jacques Chancel au cours de l'émission Radioscopie du 24 avril 1969, il déclara d'ailleurs s'être alors « fait musulman parce qu'il fallait être musulman pour aller dans certains pays où les chrétiens ou les juifs ne pouvaient aller ».
Il vit de différents trafics : perles (il arrête vite ce commerce qui n'est plus lucratif après que les Japonais ont inventé la perle de culture), armes, haschisch et même morphine (qu'il achète en gros en Allemagne au laboratoire pharmaceutique qui la produit, et qu'il revend comme drogue aux riches Égyptiens), ce qui lui vaut des démêlés avec la justice et même quelques brefs séjours en prison. Monfreid s'est toujours défendu d'avoir pratiqué entre l'Afrique et l'Arabie la traite des Noirs qui persistait encore en 1925. Cependant, dans sa correspondance, il explique avoir des femmes asservies. Dans son journal de bord, il raconte que pendant la Première Guerre mondiale, les autorités françaises lui demandent d'aller espionner les positions turques sur la côte du Yémen en prenant des photographies.

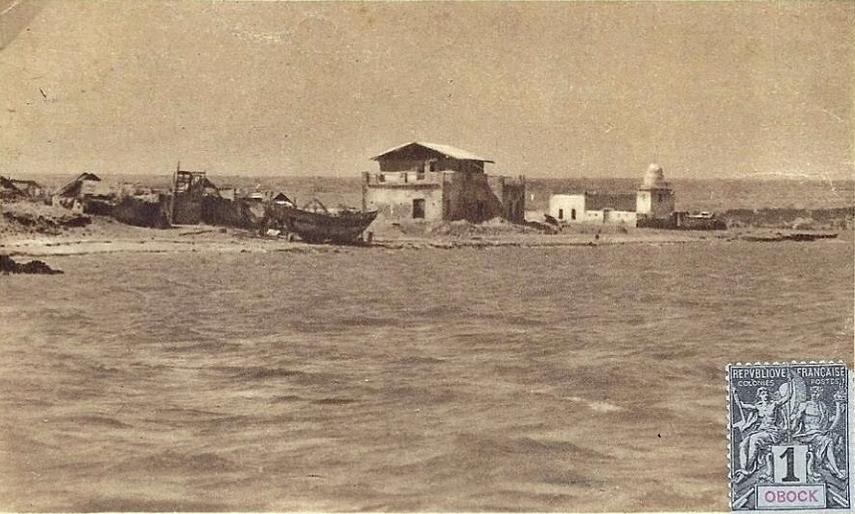
Obock. Maison de Monfreid. Obock, depuis qu’il a cessé d’être le chef-lieu de la colonie, est redevenu une bourgade indigène; son déclin a été consommé par l’abandon total dans lequel il a été laissé durant les années qui ont suivi la guerre..

Vers la fin de la guerre, il s'installe définitivement avec sa famille à Obock, loin des regards inquisiteurs des gouverneurs et autres coloniaux de Djibouti ; sa maison est près du rivage, ce qui permet à sa femme de disposer des lumières sur la terrasse si la vedette des garde-côtes est à l'affût. Entièrement absorbé dans ses projets, Monfreid est presque toujours absent et sa femme souffre de ses longues absences et de la chaleur accablante des lieux. Elle et les enfants se réfugient fréquemment aux monts Mabla dans l'arrière-pays d'Obock, qui offrent un peu de fraîcheur. Au début des années 1920, il se fait construire une petite maison à Araoué, près de Harar en Éthiopie, et il y passe la saison chaude avec sa famille. Avec ses trafics, en particulier la vente de haschisch en Égypte, il a fait assez de bénéfices pour acheter une minoterie et construire une centrale électrique à Dire Dawa, ville-champignon surgie au pied de Harar lors de la construction du premier tronçon du chemin de fer Djibouti-Addis Abeba. Commencèrent alors des démêlés avec le Négus. Dans son recueil de contes gallas Le Serpent de Cheik Hussen publié en 1937, il raconte comment il a déjoué une tentative d'assassinat à son encontre.

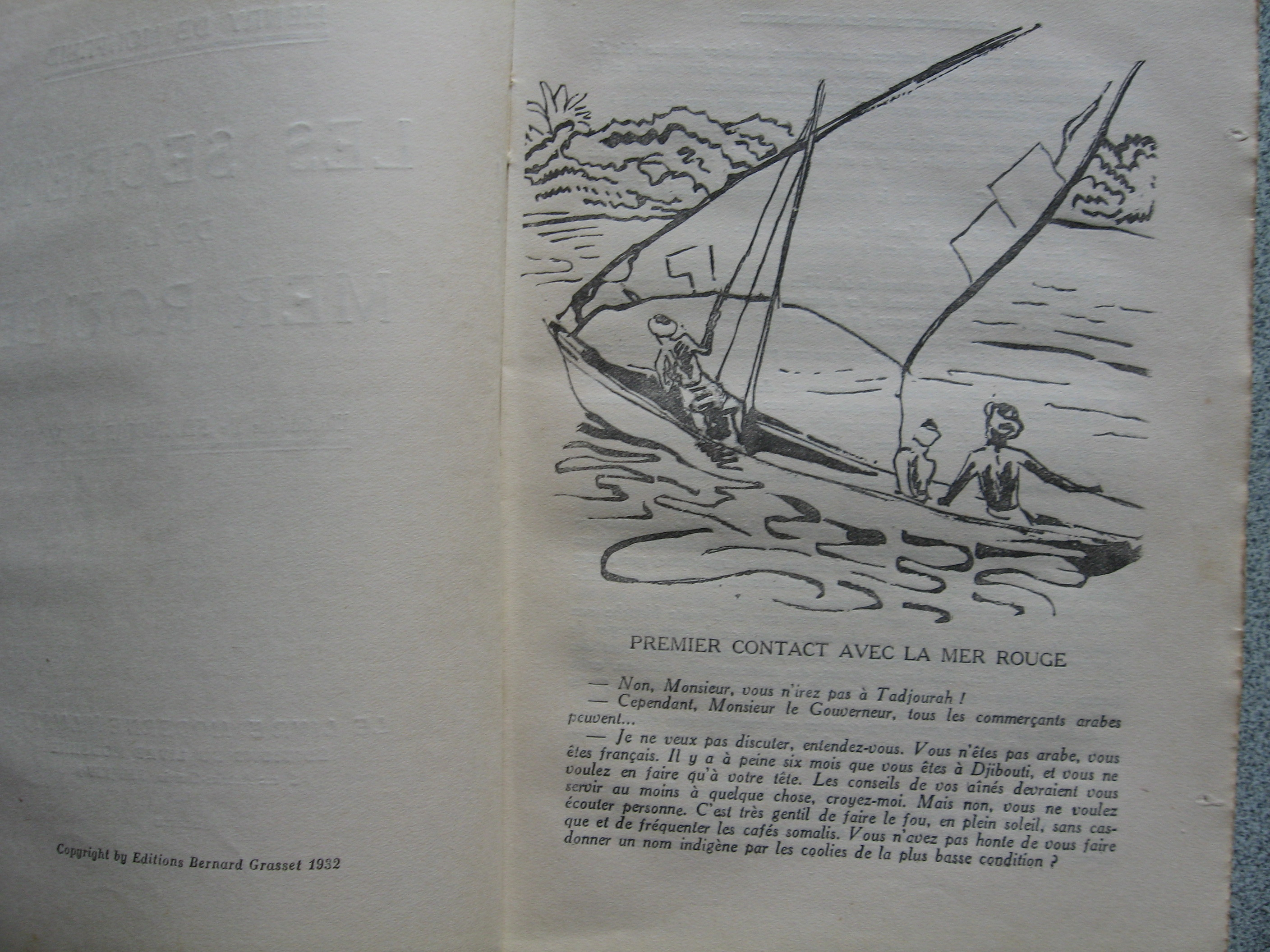
Les Secrets de la mer Rouge, premier récit autobiographique.

Monfreid fait la connaissance de Paul Vaillant-Couturier ainsi que de Joseph Kessel, fascinés par sa personnalité. En 1929, Kessel après avoir lu ses notes journalières alors qu'il l'accompagnait en mer Rouge, le persuade de les publier,. Monfreid tire de ses aventures dans la mer Rouge, les eaux littorales de la Corne de l'Afrique et le détroit de Bab-el-Mandeb (« Porte des Pleurs » en français) des romans et nouvelles captivants[source insuffisante], où les observations maritimes et ethnologiques voisinent avec les descriptions cyniques d'exploits de contrebande réalisés (livraisons d'armes, de haschich ou de morphine).
Ses romans remportent un franc succès dans les années 1930. Il est également correspondant de presse pour plusieurs journaux parisiens. Armgart Freudenfeld meurt à 51 ans le 24 août 1938 à Neuilly-sur-Seine.
Peu avant la Seconde Guerre mondiale, il soutient les Italiens, notamment pendant leur conquête de l'Éthiopie en 1935. Proche conseiller du général Rodolfo Graziani, Henry de Monfreid fait tout pour rencontrer le Duce Mussolini afin de pouvoir se joindre aux troupes italiennes. Il participe à quelques missions aériennes italiennes sur les territoires éthiopiens et manque d'être blessé en vol (Les Guerriers de L'Ogaden, 1935).
Après la débâcle de l'armée du Duce en Éthiopie devant les armées alliées en 1941, Monfreid est arrêté par les Britanniques et déporté au Kenya. Il raconte cette épopée dans le livre Du Harrar au Kenya. Libéré, il vit de chasse et de pêche sur les pentes du mont Kenya, épisode qui lui inspirera d'autres romans comme Karembo.

### Après la Seconde Guerre mondiale
S'étant fait le chantre de Mussolini dans ses conférences et certaines de ses œuvres, le pétainiste qu'est Monfreid s'attarde au Kenya car il craint l'épuration. Son fils Daniel lui écrit: « Il suffit qu'une seule personne se rappelle Les Guerriers de l'Ogaden ou autre, et tu risques d'être embêté, même sérieusement ». Un article dans la revue Images du Monde l'attaque durement pour ses amitiés fascistes. En mai 1946, il envoie sa compagne Madeleine sonder le terrain en France et peut-être trouver une maison entre Paris et sa région natale, le Languedoc (Aude). L'épuration s'étant calmée, il retourne en France en décembre 1947 et s'installe dans une grande maison à Ingrandes, dans l'Indre, où il peint, joue du piano, et surtout écrit. Les habitants de ce petit village de la « France profonde » resteront en plusieurs circonstances perplexes devant le mode de vie de Monfreid, patriarche sans complexes. Ainsi, étant un opiomane d'habitudes régulières, il va à l'épicerie locale pour peser et diviser en doses journalières les têtes de pavots qu'il fait pousser dans son jardin. L'épicier n'y voit pas matière à s'alarmer, d'autant que Monfreid est un bon client : il achète de grosses quantités de miel, qui lui permettent de combattre la constipation opiniâtre entraînée par l'usage quotidien de l'opium. Quelqu'un s'avise cependant un jour de dénoncer Monfreid à la gendarmerie. L'affaire est abandonnée, l'opium n'étant à l'époque utilisé que par des artistes non conventionnels, tel que son ami Jean Cocteau. Par ailleurs, Monfreid se flatte à plusieurs reprises dans son œuvre de savoir à merveille décourager et amadouer les officiels trop curieux, par la flatterie, le mimétisme, et l'étalage d'une apparente bonne foi.
En 1958, à l'âge de 79 ans, Monfreid prend l'avion pour La Réunion où réside son fils Daniel, architecte départemental de l'île. Après une visite de l'île, il fait la connaissance de Guézé, un marin qui lui propose de rejoindre l'île Maurice à bord de son bateau portant le nom créole de Rodali ; Monfreid accepte à condition d'équiper le vaisseau d'une voile. Monfreid, son fils Daniel, Guézé et un matelot nommé Fanfan composent l'équipage, qui prend la mer le dimanche 3 août 1958. Malgré l'expérience du capitaine, le bateau dérive pendant plusieurs jours avant d'être finalement secouru au large de Tamatave, à Madagascar, plus de huit jours après le départ de La Réunion. Le 12 août, la nouvelle de l'arrivée de Monfreid sur l'île atteint la France. L'écrivain fera un livre de cette aventure : Mon aventure à l'île des Forbans (Grasset, 1958).

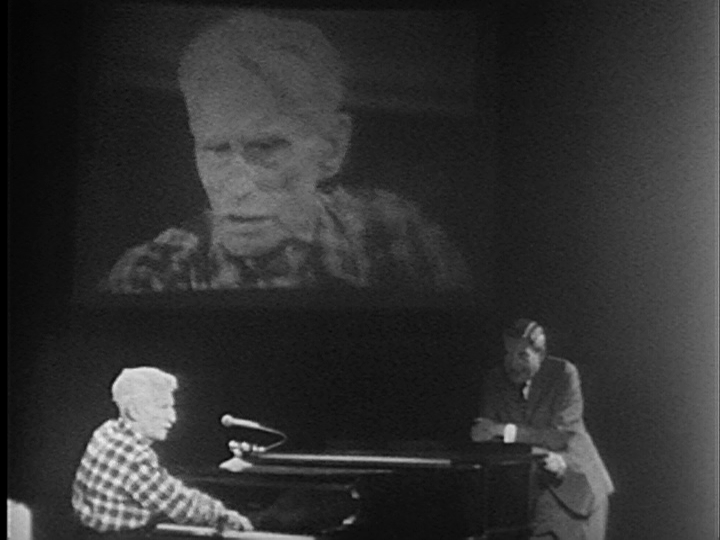
Passage de Monfreid à la télévision canadienne en 1967.

Monfreid tente à deux reprises, en 1963 et en 1966, de se faire élire à l'Académie française. Il y jouit de solides appuis, notamment Joseph Kessel, Marcel Pagnol et Jean Cocteau, dont il est le fournisseur en opium, mais cela ne suffit pas à le faire élire.
À la mort de Monfreid, on se rend compte que les tableaux de maîtres qu'il disait tenir de son père, et qu'il hypothéquait quand le revenu tiré de ses livres était insuffisant, étaient des faux, peut-être peints par lui-même.

## Œuvres

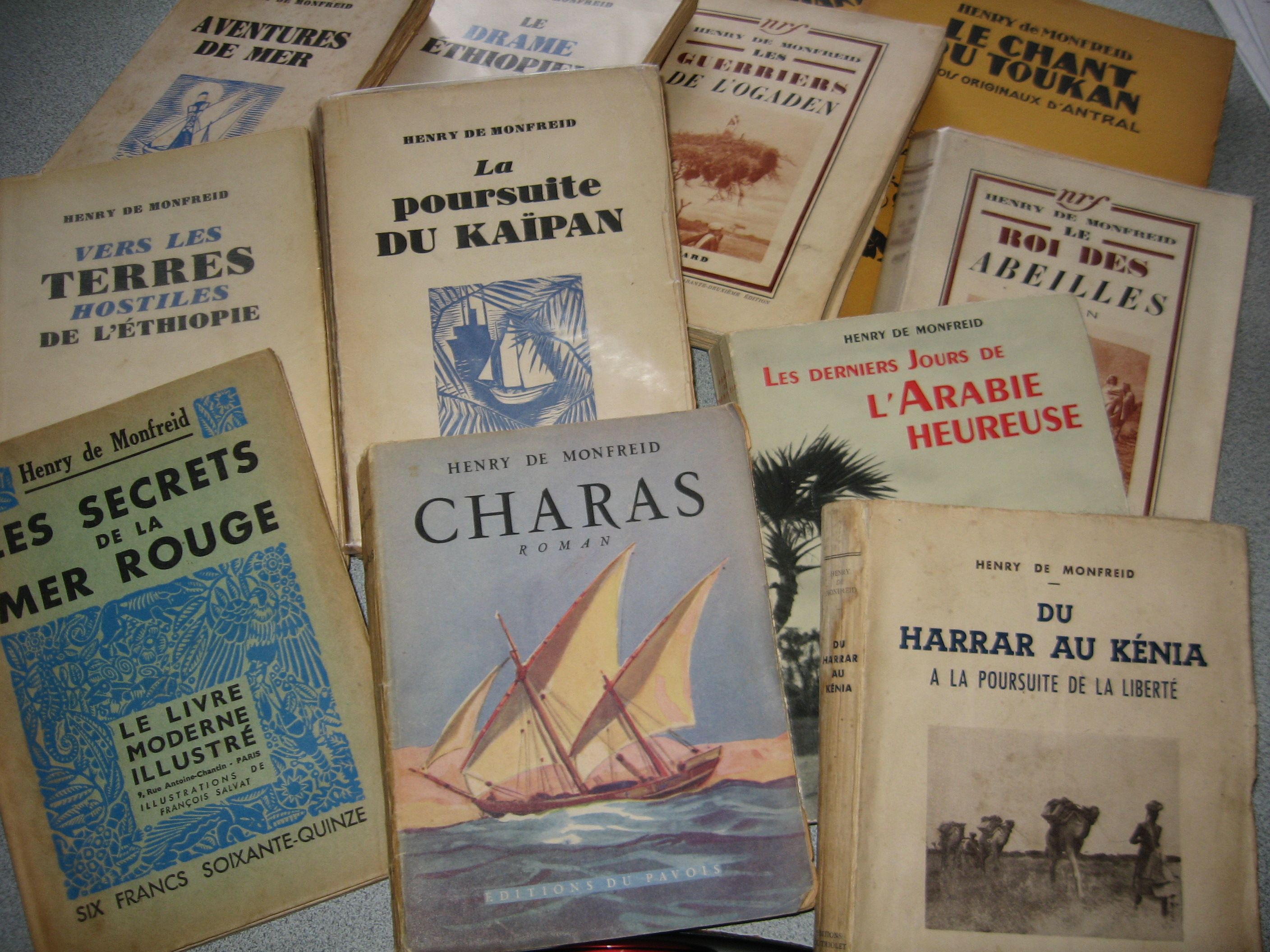
Une sélection de livres d'Henry de Monfreid.

### Récits autobiographiques
- Les Secrets de la mer Rouge (1931)
- Aventures de mer (Grasset, 1932)
- La Croisière du hachich (Grasset, 1933)  (ISBN 2-246-00007-6)
- La Poursuite du Kaïpan (Grasset, 1934)
- Le Lépreux (Grasset, 1935)
- Le Cimetière des éléphants (La Table Ronde, 1952)
- Charas (Pavois, 1947, réédité en 1962 sous le titre La Cargaison enchantée, Grasset)
- Du Harrar au Kénia - À la poursuite de la liberté (Éditions du Triolet, 1949)
- L'homme sorti de la mer (Grasset, 1951
- Pilleurs d’épaves (Flammarion, 1955)
- Mon aventure à l’île des Forbans (Grasset, 1958)
- Le Feu de Saint-Elme (Laffont, 1973, réédité en 1992 sous le titre Mes vies d'aventures)
- Vivre libre (le testament spirituel d'un écrivain) préface d'Arnaud de La Grange (Grasset 2017)  (ISBN 978-2-246-81885-4)

### Contes et aventures
- Le Serpent de Cheik Hussen (Tisné, 1937)
- Abdi - L'Homme à la main coupée (Grasset, 1937)
- Le Roi des abeilles (Gallimard, 1937)
- L'Enfant sauvage (Grasset, 1938)
- Karembo (La Table Ronde, 1950)
- Djalia ou la Revanche de Karembo (La Table Ronde, 1951
- Le Serpent rouge ou la Dernière Mission de Karembo (La Table Ronde, 1953)
- Wahanga (La Vallée de la mort) (Grasset, 1955).
- L'Esclave du batteur d’or (Grasset, 1957)
- Le Sang du parjure (Flammarion, 1958)
- Le Récif maudit (Flammarion, 1961)
- La Sirène de Rio Pongo (Flammarion, 1961)
- Testament de pirate (Grasset, 1962)
- Le Mystère de la tortue (Grasset, 1964)
- L’Homme aux yeux de verre (Grasset, 1965)
- Les Deux Frères (Grasset, 1969)
- Légende de Madjélis (Grasset, 1997)
- La Perle noire (Grasset & Fasquelle, 2009)
- Le Trésor des flibustiers (Grasset & Fasquelle, 2009)

### Romans
- Le Naufrage de la Marietta (Grasset, 1934)
- Le Trésor du pèlerin (Gallimard, 1938)
- Sir Henry Middleton ou l'amiral pirate (Gallimard, 1938)
- Le Secret du lac noir (N.R.F, 1940)
- La Triolette (La Table Ronde, 1948)
- Le Naufrageur (La Table ronde, 1950)
- Zulma (Wapler, 1951)
- La Route interdite (Grasset, 1952)
- Sous le masque Mau-Mau (Grasset, 1956)
- La Croix de fer forgé (Grasset, 1966)

### Journalisme
- Vers les terres hostiles de l'Éthiopie (Grasset, 1933)
- Le Drame éthiopien (Grasset, 1935)
- Les Derniers Jours de l'Arabie heureuse (N.R.F, 1935)
- Les Guerriers de l'Ogaden (N.R.F, 1936)
- Le Masque d'or (Grasset, 1936)
- L'Avion noir (Grasset, 1936)
- Ménélik tel qu’il fut (Grasset, 1954)
- Le Radeau de la Méduse : comment fut sauvé Djibouti (Grasset, 1958)
- Les Lionnes d’or d’Éthiopie (Laffont, 1964)

### L'envers de l'aventure
Dix volumes publiés chez Grasset entre 1953 et 1970
1. La Vocation de Caroline (1953)
2. L'Oncle Locamus ou Caroline chez les bourgeois (1954)
3. Le Capitaine à la caquette blanche (1957)
4. Le Cap des Trois-Frères (1959)
5. L'Exilé (1960)
6. L'Abandon (1962)
7. Combat (1963)
8. La Chute imprévue (1965)
9. L'Ornière (1967)
10. L'Escalade (1970)

### Correspondance et autre
- Journal de bord (Arthaud, 1984)
- Lettres d'Abyssinie. Écrits d'aventurier - Tome 1, édité par Guillaume de Monfreid, Paris, Flammarion, 1999, 233 p.
- Lettres de la mer Rouge. Écrits d'aventurier - Tome 2, édité par Guillaume de Monfreid, Paris, Flammarion, 2000, 315 p.
- Aventures extraordinaires (1911-1921), édité par Guillaume de Monfreid, Paris, Arthaud, 2007, 889 p. Contient Lettres d'Abyssinie (Flammarion, 1999), Lettres de la mer Rouge (Flammarion, 2000), des extraits de Journal de bord, (Arthaud, 1984) et Lettres d'Égypte, Arabie, Érythrée, Inde et autres lieux (Arthaud, 2007).
- Hymne à la Mer, (photos, aquarelles, dessins, textes inédits de l'auteur), présentation, Guillaume de Monfreid, Arthaud, 2012
- En Mer Rouge, Henry de Monfreid aventurier, préface J-Ch Rufin, textes Guillaume de Monfreid, photos 2D et 3D de Henry de Monfreid, Galimard, 2014
- Déporté par les Anglais, Afrique 1942, Arthaud, inédit, facsimile et photos, Arthaud, 2016

### Chanson
- Henry de Monfreid chante la mer, microsillon 33 tours, Polygram distribution, PY 899. Monfreid y interprète des chansons de marins accompagné à l'accordéon. L'enregistrement date de 1965. Il a paru également en CD en 1996 (RYM Music 191 677-2, Polygram distribution PY 899).

## Œuvres inspirées par Henry de Monfreid

### Ouvrages
- Giséle de Monfreid, Mes secrets de la Mer Rouge, France-Empire, 1982,  (ISBN 2-7048-0008-1). Ce livre de mémoires écrit par sa fille apporte un éclairage latéral sur la vie et l'œuvre de Monfreid
- Joseph Kessel, Fortune carrée, Les Éditions de France, 1932. Ce roman met en scène un personnage inspiré par Henry de Monfreid.
- Dans Les Cigares du pharaon, Hergé aurait dessiné sous les traits de Henry de Monfreid le capitaine qui sauve Tintin et Milou de la noyade en mer Rouge[37]. Les livres de Monfreid auraient d'ailleurs inspiré partiellement cet album[38].
- Henry de Monfreid apparaît dans l'album de Corto Maltese Equatoria, de Juan Díaz Canales et Rubén Pellejero (Casterman, 2017)
- Guillaume de Monfreid, Un amour d'aventurier, Henry de Monfreid raconté par les femmes de sa vie - préface d'Arnaud de La Grange (Plan B éditions et Nautilus)

### Radio
Entretiens radiophoniques menés et produits par Paul Guimard, diffusés sous le titre « Les Chemins de l'aventure ». Onze entretiens entre le 19 octobre et le 21 décembre 1956, archivés par la phonothèque de l'Institut national de l'audiovisuel (INA) et édités sous la forme de trois disques.
Entretien avec Jacques Chancel au cours de l'émission « Radioscopie » du 24 avril 1969, disponible en podcast sur le site de France Inter.

### Télévision
Les Secrets de la mer Rouge
série télévisée réalisée par Claude Guillemot et Pierre Lary, 1968.
- Scénario : Henry de Monfreid, Roland Laudenbach, Edmond Levy et Jean O'Neill.
- Musique : François de Roubaix.
- Interprétation : Pierre Massimi, Alex Lacaste, Miloud Khetib, Mustapha Chadli, Mostéfa Stiti, Hans Wyprächtiger, Baaron, Alphonse Beni, Jean-Claude Ballard, Christiane Krüger.

Lettres de la mer rouge
Réalisation Éric Martin et Emmanuel Caussé. Première diffusion sur Arte le 7 avril 2006.
« Coup de cœur du Jury du public » au Festival TV de Luchon, 2006.
Lauriers de l'Audiovisuel, Prix Marcel Jullian de la première œuvre.
Résumé : Dans le château de George Daniel de Monfreid, au début du XXe siècle, le fils Henry, gravement malade, qui s'est vu au seuil de la mort, décide de rompre avec son existence petite-bourgeoise et rangée (on l'orientait alors vers une carrière d'ingénieur). Il confie ses deux enfants à une jeune Allemande proche de la famille et part le plus loin possible : à Djibouti, « dans ces pays où on n'allait pas, ou plutôt où on allait, mais dont on ne revenait pas ». Il s'y livre au commerce de peaux, d'armes, de café, ce qui, dans ces contrées frontalières, se confond souvent avec trafic et contrebande. Il entame alors une correspondance régulière et aussi détaillée qu'un journal de bord, avec son père et son amie allemande et future épouse, Armgart Freudenfeld (jouée par Elodie Navarre).
- Scénario : Gilles Taurand, d'après Henry de Monfreid
- Image : Christophe Paturange
- Son : Erik Ménard
- Montage : Gérard Parisot
- Musique : Nathaniel Méchaly
- Interprétation : Arnaud Giovaninetti, Kalassahun Bekele, Élodie Navarre, Didier Pain, Bernard Blancan
- Production : Pierre Javaux Productions
- Coproduction ARTE France avec la participation de France 3

### Exposition
Une exposition intitulée En mer Rouge, Henry de Monfreid photographe lui a été consacrée au Musée national de la Marine à Paris du 17 mai 2006 au 2 octobre 2006.
Musique
Gérard Manset rend hommage à Henry de Monfreid dans une chanson intitulée La Mer Rouge, de l' album Mansetlandia sorti en 1981.

### Bibliographie

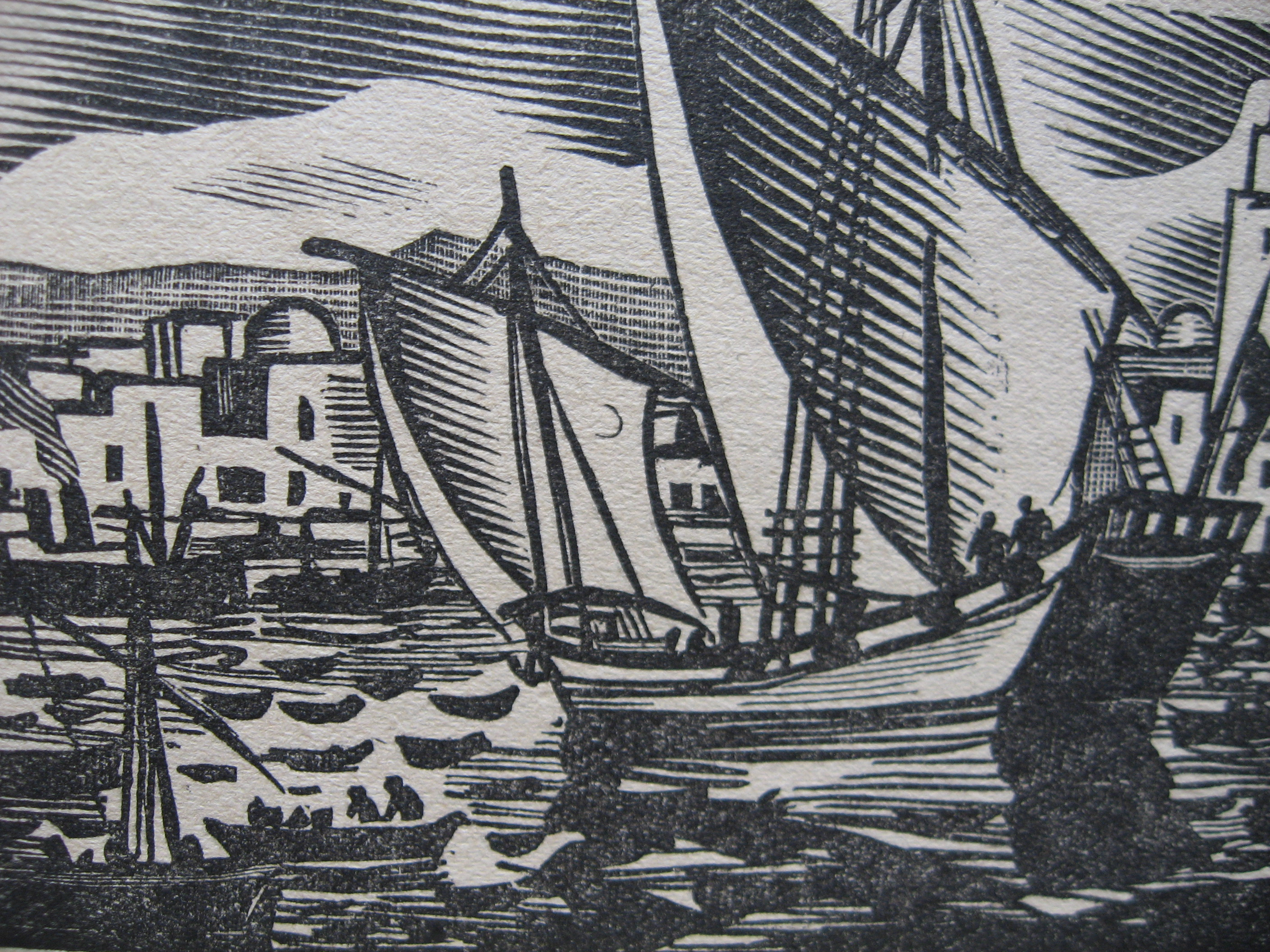

### Fonds d'étude

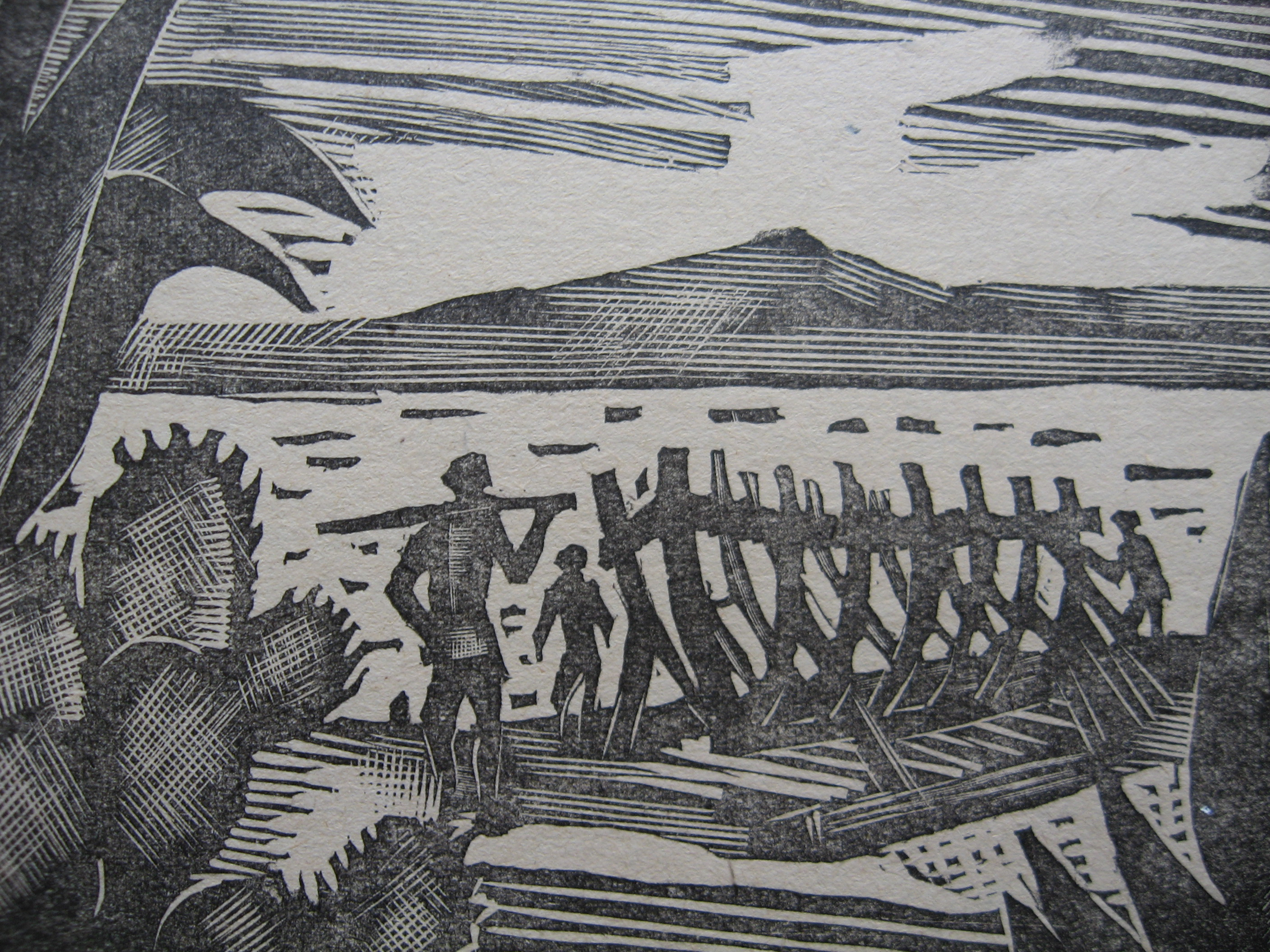

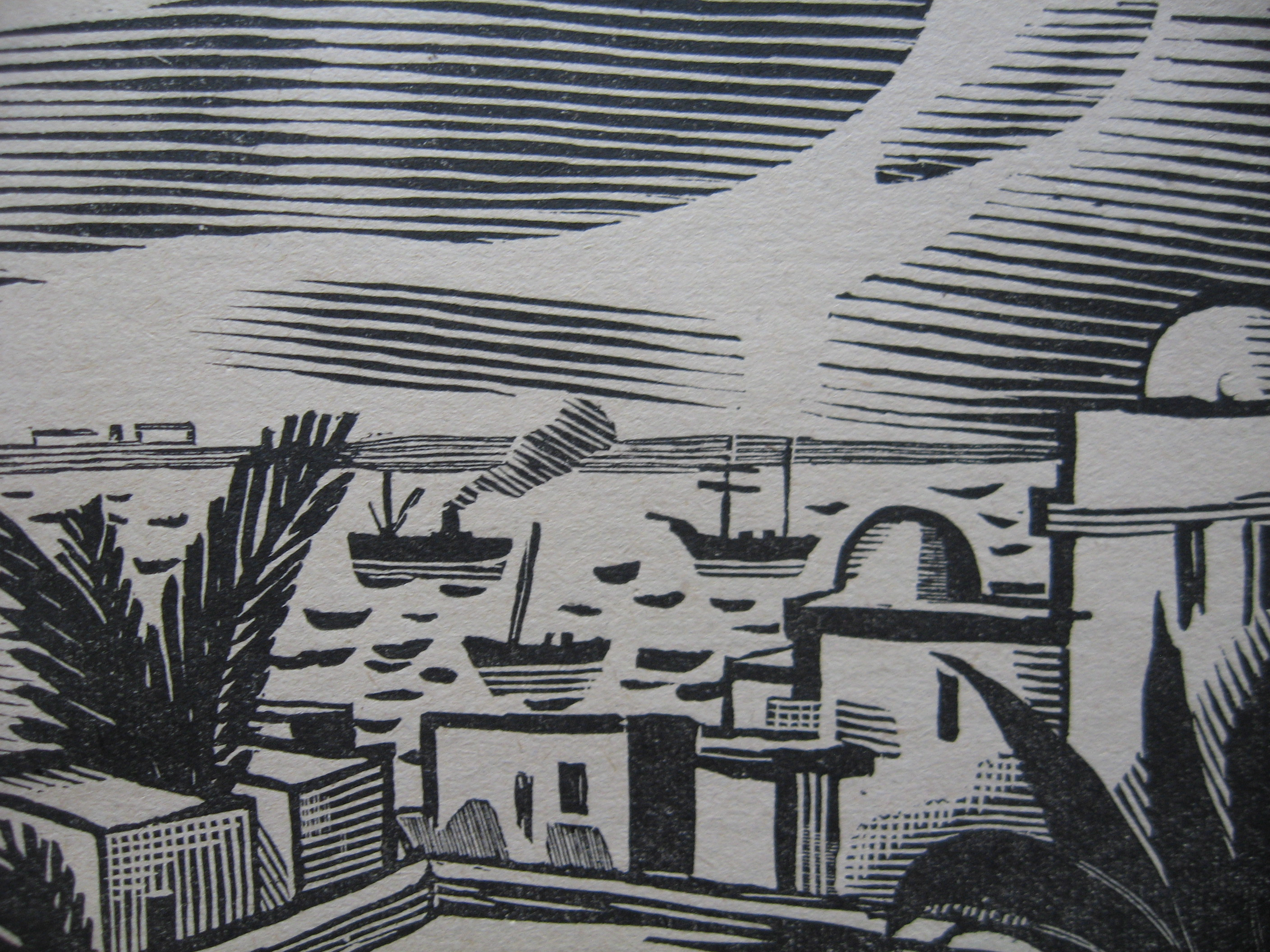